# Unalaska
Unalaska är en stad på Unalaska Island och intilliggande Amaknak Island i Aleuterna i den amerikanska delstaten Alaska. Staden har en befolkning på 4 347, och förbinds mellan öarna med en bro. I princip hela stadens hamn, mer känd som Dutch Harbor, och ungefär 59% av dess befolkning befinner sig på Amaknak Island, trots att den öns yta bara utgör tre procent av Unalaska Islands yta.
Stadens namn tros härröra från de ryska pälshandlarna som kom till området och trodde att det första europeiska skepp som anlade hamnen var nederländskt. 